# Atlanti (popolo)
Gli Atlanti erano un popolo del Nord Africa, distante dieci giorni di cammino dai Garamanti e descritto nelle Storie di Erodoto.

## Fonti letterarie
Erodoto nelle sue Storie parla  di questo popolo, che è stanziato in una zona che dista dieci giorni di cammino dai Garamanti.
In tale area c’è una collina di sale e una sorgente intorno alla quale sono stanziati  gli Atlanti, il cui nome deriva dal greco, Ατλαντες.
Dopo altri dieci giorni di marcia da tale area si trova un monte che ha nome Atlante, stretto, circondato da ogni parte; é alto a tal punto che le sue vette non si possono scorgere.
Da questo monte hanno tratto il nome gli abitanti del paese, detti Atlanti .
Erodoto riporta che gli Atlanti non elaborano sogni nelle ore notturne, e che erano i soli ad essere esclusivamente vegetariani (la mitologia greca vagheggiava un'Età dell'oro vegetariana in cui erbe, radici e frutti si offrivano all'uomo spontaneamente).